# Geelwangbaardvogel
De geelwangbaardvogel (Psilopogon chrysopogon synoniem: Megalaima chrysopogon) is een baardvogel die voorkomt in de Indische Archipel.

## Beschrijving
De geelwangbaardvogel is 30 cm lang. Hij is -net als de andere Aziatische baardvogels- vrij plomp van bouw en overwegend groen gekleurd. Hij heeft een forse, donker gekleurde snavel met borstels aan de basis van de snavel. Het meest opvallende kenmerk zijn de gele wangen die sterk contrasteren met de zwarte band door het oog. De kruin is rood met een lichtgele vlek.

## Verspreiding en leefgebied
De geelwangbaardvogel komt voor op het schiereiland Malakka, op Sumatra en Borneo. Het is een algemene standvogel van verschillende vooral heuvellandbos in middelgebergte tot op een hoogte van 1500 m boven de zeespiegel.
De soort telt 3 ondersoorten:
- P. c. laeta: Malakka.
- P. c. chrysopogon: Sumatra.
- P. c. chrysopsis: Borneo.

## Status
De geelwangbaardvogel heeft een enorm groot verspreidingsgebied en daardoor alleen al is de kans op uitsterven uiterst gering. De grootte van de populatie is niet gekwantificeerd, plaatselijk is de vogel algemeen maar er is niets bekend over trends. Om deze redenen staat deze baardvogel als niet bedreigd op de Rode Lijst van de IUCN.